# Clinotarsus curtipes
Clinotarsus curtipes – gatunek płaza bezogonowego z rodziny żabowatych (Ranidae).

## Rozmieszczenie geograficzne

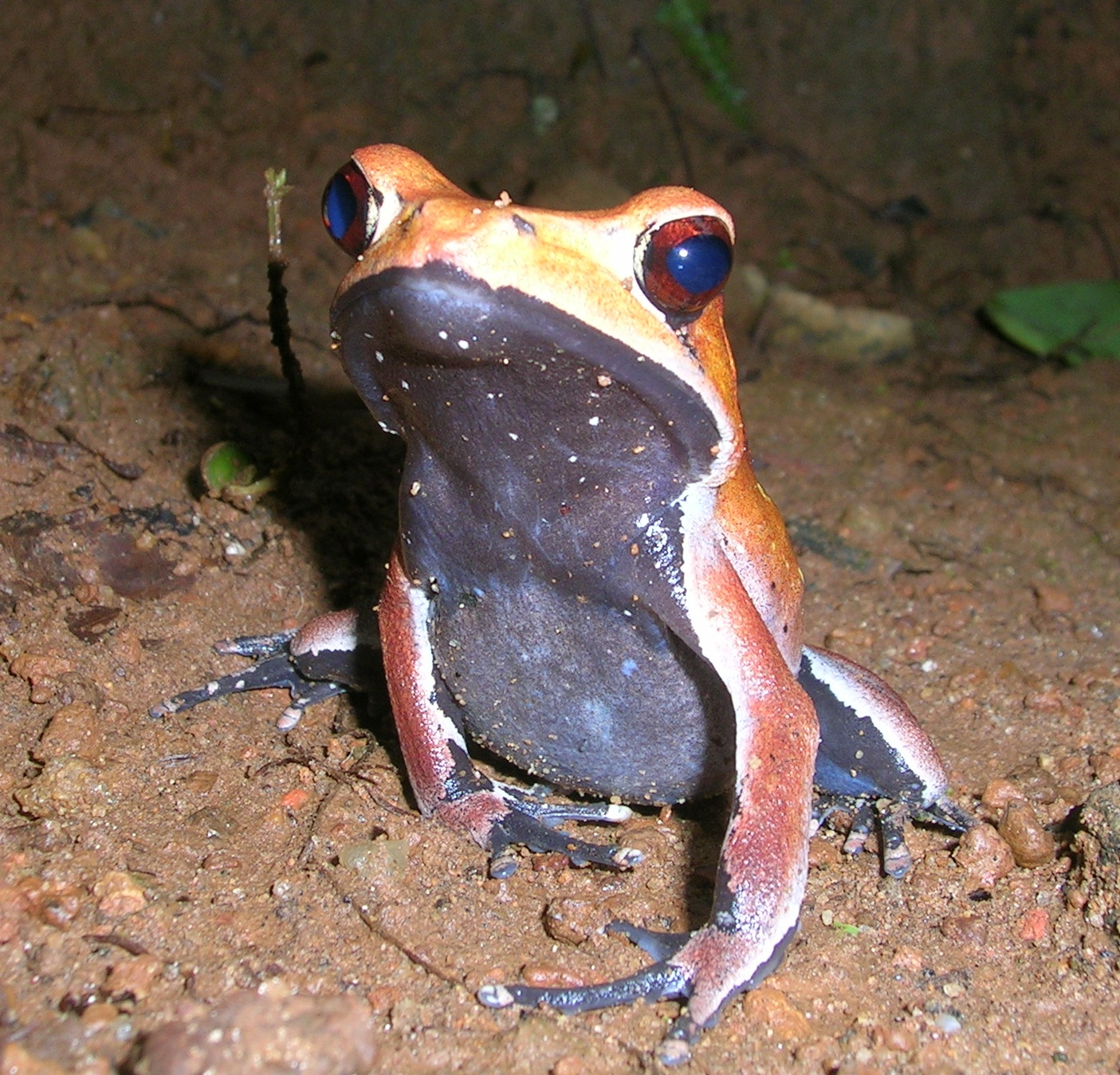

Gatunek ten żyje w Indiach. Spotyka się go w Ghatach Zachodnich na terenie stanów Kerala, Karnataka, Tamilnadu, Maharasztra i Goa. IUCN sugeruje, że rzeczywisty zasięg występowania zwierzęcia jest szerszy, niż to wynika z dotychczasowych doniesień.

## Cykl życiowy
Rozmnażanie przebiega w zbiornikach wodnych (stawy, jeziora różnej wielkości).

## Ekologia
Zwierzę występuje na wysokościach od 80 do 2000 m nad poziomem morza. Jego siedliskiem są różnego rodzaju lasy, w tym wiecznie zielone, wilgotne, a także suche liściaste. Zamieszkuje ściółkę. Radzi sobie w środowiskach nieznacznie zmodyfikowanych przez człowieka.

## Status zagrożenia i ochrona
W Czerwonej księdze gatunków zagrożonych IUCN Clinotarsus curtipes od 2023 roku jest klasyfikowany jako gatunek najmniejszej troski (LC, ang. Least Concern); wcześniej, od 2004 roku uznawano go za gatunek bliski zagrożenia (NT, Near Threatened). Pomimo że w niektórych miejscach płaz występuje pospolicie, jego liczebność zmniejsza się.
IUCN wśród zagrożeń dla tego przedstawiciela bezogonowych wymienia zmiany w środowisku wywołane ręką ludzką, jak wylesianie i zamienianie naturalnych siedlisk tego płaza na tereny rolnicze – plantacje, między innymi eukaliptusa, kawy i herbaty, a poza tym śmiertelność w wypadkach drogowych podczas podróży w kierunku miejsc rozrodu i pozysk larw, które są jadalne.
Zwierzę to spotyka się w wielu rejonach chronionych.